# Velika nagrada Madžarske 1998
Velika nagrada Madžarske 1998 je bila dvanajsta dirka Svetovnega prvenstva Formule 1 v sezoni 1998. Odvijala se je 16. avgusta 1998.

## Poročilo

### Pred dirko
Sezono do te dirke je zaznamoval tesen in napet dvoboj med Michaelom Schumacherjem (Ferrari) in Miko Häkkinenom (McLaren).

### Kvalifikacije
Prvo vrsto sta zasedla oba McLarna, Mika Häkkinen pred Davidom Coulthardom, tretji je bil Michael Schumacher, do desetega mesta pa so se zvrstili še Damon Hill, Eddie Irvine, Jacques Villeneuve, Heinz-Harald Frentzen, Giancarlo Fisichella, Alexander Wurz in Ralf Schumacher.

### Dirka
Štart dirke je bil pričakovan z obema McLarnoma v vodstvu, nato Schumacherjem, na četrto mesto pa se je s prehitevanjem Hilla prebil Irvine. Sledili so še Villeneuve, Frentzen, Wurz, Alesi, Fisichella, Diniz in Salo. Vrstni red pri vrhu se do 13. kroga ni spremenil, ko je Irvine zapeljal v bokse in odstopil zaradi okvare menjalnika - ni imel več četrte, pete in šeste prestave. V istem krogu je ob koncu boksov svoj dirkalnik zaustavil Tuero.
V 19. krogu je Häkkinen za krog prehitel Panisa, ki je bil zadnji uvrščeni dirkač na 19. mestu. Häkkinen se je oddaljeval, medtem ko je imel Coulthard težje delo, da je zadrževal Schumacherja za seboj. Salu je razneslo motor, Alesija pa se odneslo na pesek, a se je uspel vrniti. Häkkinen je med tem prehiteval že 13-to uvrščenega. Hill ja zapeljal na postanek v bokse in se vrnil na deveto mesto z veliko prometa pred seboj. Kmalu je na postanek zapeljal tudi Schumacher, ki mu je sledil še Coulthard. Škot se je uspel vrniti pred Nemca, med obema pa je bil še Villeneuve brez postanka v boksih. Nato je na postanek zapeljal še Häkkinen in se vrnil v vodstvo, tako da je McLarnu odlično kazalo.
Wurz je pri postankih izgubil nekaj časa zaradi težav s cevjo za dolivanje goriva, Frentznu pa se ni zaprl pokrov za gorivo. Villeneuve je le zapeljal na postanek in omogočil Schumacherju, da se je spet zapodil za Coulthardom, Villeneuve pa se je vrnil še za Damona Hilla.
V 38. krogu je Häkkinen nadoknadil nekaj časa proti Coulthardu in Schumacherju, ki sta obtičala za krog zaostalim Ralfom Schumacherjem. Po tem, ko sta ga le prehitela, je Schumacher spet močno napadal Coultharda. Nato pa se je zgodilo nekaj nepričakovanega - Schumacher je že zapeljal na drugi postanek, ki je trajal 6.8 sekunde. McLaren je hitro odreagiral in na postanek so poklicali Coultharda, ki pa je izgubil mesto proti Nemcu. Kmalu je na postanek zavil še Häkkinen in Schumacher je bil v vodstvu. 
Schumacher je pridobival tudi po 1.5 sekunde na krog proti Häkkinenu in se oddaljeval od Finca. Kmalu dovolj, da bi lahko zapeljal še na svoj tretji postanek in se vrnil v vodstvo. Minardijevi mehaniki so imeli pri postanku Nakana obilico težav, saj je Japonec utrgal in za seboj potegnil cev za dolivanje goriva, ki so jo nato mehaniki le odklopili. 
Hill je s petega mesta zapeljal na postanek v bokse, medtem pa je Schumacherja odneslo, toda rešil se je po pesku. Stalo ga je nekaj sekund, toda McLarna nista bila dovolj blizu, da bi napako Nemca izkoristila. Häkkinen je bil zdaj kar 3.3 sekunde počasnejši od Schumacherja in kmalu je Finca prehitel tudi Coulthard in se nato zapodil za vodilnim Nemcem. Hill se je prebil zopet na peto mesto, Villeneuve pa je opravil svoj drugi postanek v boksih. Medtem se je Ferrari pripravljal na tretji Schumacherjev postanek in Nemec je s prednostjo 27 sekund pred Coulthardom zavil na postanek v bokse ter ob vrnitvi zadržal vodstvo. 
Zdaj je bilo jasno, da ima Häkkinen velike težave, saj je izgubljal ogromno. Herbert, ki je pred tem za Fincem zaostajal za krog, ga je prehitel in se s tem vrnil v isti krog z njim, blizu sta bila tudi že Villeneuve in Hill. V 67. krogu je Villeneuve prehitel Häkkinena, za katerim sta zdaj bila Ralf Schumacher, ki pa je zaostajal za krog, in Hill. Finca sta prehitela Hill in Frentzen, nato pa še vodilni Schumacher, kar je bilo za Häkinnena dobro, saj mu je bilo tako z dirkalnikom na robu odstopa potrebno prevoziti krog manj. Schumacher je zmagal s prednjo devetih sekund pred Coulthardom, nato so se zvrstili še Villeneuve, Hill, Frentzen in Häkkinen.

### Po dirki
Ta Schumacherjeva zmaga je bila posledica odlične taktike Ferrarijevega stratega Rossa Brawna in odličnega dirkanja Nemca, ki je v odločilnem delu dirke, ko je imel zaradi postanka več manj goriva od konkurence, nizal kvalifikacijske kroge in uspel prehiteti hitrejša McLarna.

## Rezultati

### Kvalifikacije
| Poz | Št | Dirkač                | Konstruktor         | Čas      | Zaostanek |
| --- | -- | --------------------- | ------------------- | -------- | --------- |
| 1   | 8  | Mika Häkkinen         | McLaren-Mercedes    | 1:16,973 |           |
| 2   | 7  | David Coulthard       | McLaren-Mercedes    | 1:17,131 | +0,158    |
| 3   | 3  | Michael Schumacher    | Ferrari             | 1:17,366 | +0,395    |
| 4   | 9  | Damon Hill            | Jordan-Mugen-Honda  | 1:18,214 | +1,241    |
| 5   | 4  | Eddie Irvine          | Ferrari             | 1:18,325 | +1,352    |
| 6   | 1  | Jacques Villeneuve    | Williams-Mecachrome | 1:18,337 | +1,364    |
| 7   | 2  | Heinz-Harald Frentzen | Williams-Mecachrome | 1:19,029 | +2,056    |
| 8   | 5  | Giancarlo Fisichella  | Benetton-Playlife   | 1:19,050 | +2,077    |
| 9   | 6  | Alexander Wurz        | Benetton-Playlife   | 1:19,063 | +2,090    |
| 10  | 10 | Ralf Schumacher       | Jordan-Mugen-Honda  | 1:19,171 | +2,198    |
| 11  | 14 | Jean Alesi            | Sauber-Petronas     | 1:19,210 | +2,247    |
| 12  | 16 | Pedro Diniz           | Arrows              | 1:19,706 | +2,733    |
| 13  | 17 | Mika Salo             | Arrows              | 1:19,712 | +2,739    |
| 14  | 18 | Rubens Barrichello    | Stewart-Ford        | 1:19,876 | +2,903    |
| 15  | 15 | Johnny Herbert        | Sauber-Petronas     | 1:19,878 | +2,905    |
| 16  | 12 | Jarno Trulli          | Prost-Peugeot       | 1:20,042 | +3,069    |
| 17  | 19 | Jos Verstappen        | Stewart-Ford        | 1:20,198 | +3,225    |
| 18  | 21 | Toranosuke Takagi     | Tyrrell-Ford        | 1:20,354 | +3,381    |
| 19  | 22 | Šindži Nakano         | Minardi-Ford        | 1:20,635 | +3,662    |
| 20  | 11 | Olivier Panis         | Prost-Peugeot       | 1:20,663 | +3,690    |
| 21  | 23 | Esteban Tuero         | Minardi-Ford        | 1:21,725 | +4,752    |
| 22  | 20 | Ricardo Rosset        | Tyrrell-Ford        | 1:23,140 | +5,167    |

### Dirka
| Poz | Št | Dirkač                | Konstruktor         | Krogi | Čas/Odstop  | Št. m. | Toč |
| --- | -- | --------------------- | ------------------- | ----- | ----------- | ------ | --- |
| 1   | 3  | Michael Schumacher    | Ferrari             | 77    | 1:45:25,550 | 3      | 10  |
| 2   | 7  | David Coulthard       | McLaren-Mercedes    | 77    | + 9,433 s   | 2      | 6   |
| 3   | 1  | Jacques Villeneuve    | Williams-Mecachrome | 77    | + 44,444 s  | 6      | 4   |
| 4   | 9  | Damon Hill            | Jordan-Mugen-Honda  | 77    | + 55,076 s  | 4      | 3   |
| 5   | 2  | Heinz-Harald Frentzen | Williams-Mecachrome | 77    | + 56,510 s  | 7      | 2   |
| 6   | 8  | Mika Häkkinen         | McLaren-Mercedes    | 76    | +1 krog     | 1      | 1   |
| 7   | 14 | Jean Alesi            | Sauber-Petronas     | 76    | +1 krog     | 11     |     |
| 8   | 5  | Giancarlo Fisichella  | Benetton-Playlife   | 76    | +1 krog     | 8      |     |
| 9   | 10 | Ralf Schumacher       | Jordan-Mugen-Honda  | 76    | +1 krog     | 10     |     |
| 10  | 15 | Johnny Herbert        | Sauber-Petronas     | 76    | +1 krog     | 15     |     |
| 11  | 16 | Pedro Diniz           | Arrows              | 74    | +3 krogi    | 12     |     |
| 12  | 11 | Olivier Panis         | Prost-Peugeot       | 74    | +3 krogi    | 20     |     |
| 13  | 19 | Jos Verstappen        | Stewart-Ford        | 74    | +3 krogi    | 17     |     |
| 14  | 21 | Toranosuke Takagi     | Tyrrell-Ford        | 74    | +3 krogi    | 18     |     |
| 15  | 22 | Šindži Nakano         | Minardi-Ford        | 74    | +3 krogi    | 19     |     |
| Ods | 6  | Alexander Wurz        | Benetton-Playlife   | 69    | Menjalnik   | 9      |     |
| Ods | 18 | Rubens Barrichello    | Stewart-Ford        | 54    | Menjalnik   | 14     |     |
| Ods | 12 | Jarno Trulli          | Prost-Peugeot       | 28    | Motor       | 16     |     |
| Ods | 17 | Mika Salo             | Arrows              | 18    | Menjalnik   | 13     |     |
| Ods | 4  | Eddie Irvine          | Ferrari             | 13    | Menjalnik   | 5      |     |
| Ods | 23 | Esteban Tuero         | Minardi-Ford        | 13    | Motor       | 21     |     |